# Лери
Лери́ (фр. Léry) — коммуна во Франции, находится в регионе Бургундия. Департамент коммуны — Кот-д’Ор. Входит в состав кантона Сен-Сен-л’Аббеи. Округ коммуны — Дижон.
Код INSEE коммуны — 21345.

## Население
Население коммуны на 2010 год составляло 220 человек.
| 1962 | 1968 | 1975 | 1982 | 1990 | 1999 | 2010 |
| ---- | ---- | ---- | ---- | ---- | ---- | ---- |
| 105  | 384  | 364  | 297  | 270  | 234  | 220  |

## Экономика
В 2010 году среди 144 человек трудоспособного возраста (15—64 лет) 114 были экономически активными, 30 — неактивными (показатель активности — 79,2 %, в 1999 году было 64,6 %). Из 114 активных жителей работали 101 человек (56 мужчин и 45 женщин), безработных было 13 (5 мужчин и 8 женщин). Среди 30 неактивных 4 человека были учениками или студентами, 9 — пенсионерами, 17 были неактивными по другим причинам.